# Константиновский парк
Константиновский парк (Стрельнинский парк) — комплекс садов и парков, который создавался в начале XVIII — первой половине XIX века.

## Описание
Старейшие части парка — Верхний и Нижний регулярные парки у Большого каменного дворца, а также сад у деревянного дворца Петра I. К югу и западу позднее были созданы пейзажные части парка.
Создание ансамбля началось в 1715 году по идее Петра I, которую уточняли в своих проектах Б. К. Растрелли, Ж.-Б. Леблон и Н. Микетти. Сначала были вырыты каналы и проложены липовые и кленовые аллеи. Часть дорог была сделана «крытыми» (с деревянными трельяжами), построены белокаменные лестницы террас, вдоль террас было посажено 300 елей, в парке было поставлено множество беседок, вдоль «крытых» дорог высажены липы, клёны и ильмовые деревья. Перед дворцом был сделан цветник с тюльпанами, нарциссами и елями, постриженными под пирамиды. Рядом с дворцом были вырыты пруды правильных очертаний, их выложили камнями. Уже с 1710-х годов к западу от регулярных парков начал формирование плодово-ягодный сад. За ним для осушения болотистой местности создали Американский пруд площадью в 6 гектаров.
Нижний парк — часть между Большим дворцом и морем, это «водный сад», в котором пересекаются под прямым углом каналы, средний из которых проложен по оси дворца. Средний канал кольцом обходит Петровский остров и соединяется с первым (северным) поперечным каналом. Партеры перед дворцовыми террасами отделены от остального сада вторым (южным) поперечным каналом. По западной и восточной границам проложены ещё два параллельных Среднему каналы, доходившие до моря; по ним к дворцу можно было подплывать на шлюпках. Восточный канал был отделён от моря в конце XIX века. С южной стороны парка расположены ступенями три террасы, за которыми со стороны дворца сделан грот с аркадой; они создают переход к Верхнему парку. Нижний парк — один из трёх первых российских парков во французском стиле (другие — Летний сад и парк Петергофа).
Нижний парк пересекала река Стрелка, в 1719-1720 году её увели в канал по западной границе. Часть старого русла преобразовали в цепь прудов, в которых разводили рыбу; вода в них шла из запруды Стрелки, которую создали в 1720-х годах и перестроили в 1806 году (И. К. Герард).
Большой пруд парка назвали Заводским (позднее — Орловским), избыток воды из него выводили в Портовый канал, на котором были сделаны шлюзы, мукомольная и пильная мельницы.
В начале XIX века была создана плотина в реке Кикинка, после чего был создан Большой дворцовый (Кикинский) пруд, вода из которого уходила в восточный канал Нижнего парка. Вокруг нового пруда в 1798 году был спланирован пейзажный парк, в который вошли уже ранее существовавшие Карпиев и Форелиев пруды, форму которых усложнили. Работы с этой частью парка велись ещё в середине XIX века Х. Ф. Мейером, А. И. Штакеншнейдером и Г. А. Боссе.
В 1840-е годы на левом берегу западного канала Штакеншнейдер построил деревянный Сельский домик, рядом с ним был разбит ещё один пейзажный участок с двумя малыми мельничными прудами. Часть Верхнего парка перепланировал Боссе, он же построил там каменный павильон-купальню.
Во второй половине XIX века на месте Американского пруда, пересохшего в конце XVIII века, был оформлен Треков луг с дубовыми, берёзовыми и еловыми аллеями для верховой езды.
Часть Верхнего парка занимала метеорологическая станция Арктического морского училища.